# Lago Nipissing
El Lago Nipissing es un lago de Canadá, situado en la provincia de Ontario.

## Geografía
El lago tiene una superficie de 873,3 km² y está en una altitud de 196 metros. Su profundidad media es de 4,5 metros, con una máxima de 52. Tiene una longitud de 65 kilómetros y una anchura máxima de 25 km. Su volumen de agua es de 3,8 km³. El lago posee multitud de islas. Está situado entre el río Ottawa y el lago Hurón.
En el nordeste del lago se encuentra el centro urbano más grande del lago, North Bay. Otras ciudades a orillas del lago son: Callander, Sturgeon Falls, Garden Village, Cache Bay y Lavigne.
El lago Hurón recibe las aguas del lago Nipissing a través del río French. El lago se encuentra a 25 km al noroeste del Parque provincial Algonquino.
En lengua algonquina, Nipissing significa «Gran agua». Este nombre se encuentra en muchos lugares de la región. Al principio la economía alrededor del lago estuvo basada en el comercio pieles. Actualmente, la economía está más orientada al turismo.

## Flora y fauna
El lago alberga cerca de 40 especies de peces entre los que están:
- El Micropterus dolomieu
- El zander
- El lucio americano

## Historia
En 1610, el comerciante de pieles francés Étienne Brûlé fue el primer europeo que visitó el lago. Jean Nicolet, otro comerciante francés vivió durante 8-9 años en las proximidades del lago con los indios hasta 1633 cuando fue reclamado en Quebec como intérprete en lengua india para la Compañía de Nueva Francia.
El primer establecimiento europeo en el lago data de 1874 y en 1882 cuando la policía montada del Canadá se instaló en el nordeste del lago.